# 拉貴爾
拉貴爾（Raguel、 或 ）是一位天使，主要出現於猶太傳統中。 他被認為是公義的天使。他的名字意指「神的朋友」。
拉貴爾通常被指為公義、公平、和諧、復仇及贖罪的天使長。他有時也被指為「演講的天使長」。在以諾書第23章中，他是視察的七位天使之一。他的號碼是6號，而他的責任則是報復那些違背上帝律法的權威者。
拉貴爾的職責在猶太教和基督教傳統皆相同，他就像一位治安官或警官。拉貴爾的目的一直是追蹤那些墮落天使和惡魔，傳遞可怕的審判予那些越界者。他摧毀那些邪惡的靈魂，將墮落天使丟進地獄（在希伯來聖經舊約為「Gehenna」，在希臘新約中稱為「Tartarus」）
拉貴爾在經典著作聖經裡並未被提到，但在通常被認為偽經的以諾二書中，以諾是被天使拉貴爾及沙利葉接上天堂的凡人。
在其他的歷史參考資料中也可以找到一些相近的人物，如巴比倫文化中的「拉格」或「拉古姆」（Rag 或 Ragumu），以及蘇美文化中的「里格」（Rig，意指說話或演講）。因此，這些相似的角色代表著在這些文化中的平衡。

## 次文化
- 輕小說《關於我轉生變成史萊姆這檔事》龍種維爾格琳持有技能 美德系究極技能《救贖之王》拉貴爾